# 李晶晶 (皮划艇运动员)
李晶晶（1985年2月1日—），福州长乐人，中国女子皮划艇运动员。

## 生平
1993年开始在福州市台江区少体校学习游泳。1999年改练皮划艇激流回旋项目并进入福建队。2001年入选国家队。代表中国参加了2012年伦敦奥运会。

## 主要成绩
- 2000年亚洲锦标赛冠军
- 2001年亚洲锦标赛冠军
- 2003年全国冠军赛女子单人皮艇冠军
- 2003年全国城市运动会女子单人皮艇冠军